# Paradisier superbe
Lophorina superba
Espèce
Le Paradisier superbe (Lophorina superba) est une espèce de passereaux, de la famille des Paradisaeidae (l'essentiel des Paradisiers).

## Répartition et habitat

### Répartition
Discontinue, en taches plus ou moins importantes, à travers toute la Nouvelle-Guinée, du nord-ouest au sud-est, essentiellement le long de la ligne orogénique. L'espèce superba se rencontre dans l'ensemble de l'île alors que l'espèce nidda est limitée à la partie ouest, comme l'espèce minor qui est répandue au moins jusqu'à la chaîne Wharton.

### Habitat
Le paradisier superbe habite les forêts de montagnes moyennes et supérieures, les forêts dégradées et les lambeaux forestiers à proximité de jardins et d’autres zones éclaircies entre 1 000 et 2 300 m et surtout entre 1 690 et 1 900 m. Les crêtes de montagnes arborées donnant sur des versants escarpés et offrant des postes de chant constituent les territoires privilégiés des mâles.

## Éthologie

### Alimentation
Beehler  a dénombré 23 individus se nourrissant sur Chisocheton weinlandii, 17 sur Homalanthus novoguineensis, 9 sur Endospermum medullosum, 8 sur Ficus sp., 2 sur Pandanus conoideus, 2 sur Sloanea sogerensis, 2 sur Elmerrillia papuana et 1 sur Aporusa sp. donc avec une prépondérance (45) pour les fruits à capsules sur un total de 65 spécimens observés.

### Mœurs
Il évolue à tous les étages de la végétation, recherchant les fruits dans les arbres et les arthropodes sur les branches couvertes de mousse et les formations de plantes épiphytes. Il se tient généralement seul et se mêle à des groupes d’oiseaux (y compris d’autres espèces de paradisiers) en nourrissage dans des arbres portant des fruits.

### Parade nuptiale
La parade nuptiale a été observée en octobre 1985 à 1 500 m d’altitude dans les monts Adelbert. Dans leur article, les auteurs ont déterminé, dessins à l’appui, deux phases dans la parade du mâle : la phase initiale de parade est la phase de haute intensité. Dans la phase préliminaire, le mâle adopte une attitude particulière en affinant son plumage brillant, le corps selon un axe oblique avec la tête vers le haut et la queue vers le bas. Il se tient ainsi pendant quelques secondes puis imprime de brefs sursauts à la collerette, au plastron et aux touffes nasales. Il garde les côtés du plastron rabattus contre les flancs, la collerette serrée et tenue en arrière, le bec légèrement pointé vers le haut, les yeux fixés sur la femelle et les touffes nasales vers l’avant. Dans cette posture, il imprime des mouvements répétés au plastron qui s’entrouvre et à la collerette qui s’écarte en V, de chaque côté du cou. Puis il déploie le plastron au maximum de chaque côté de la poitrine, rentre la tête contre la poitrine et relève en même temps la collerette vers l’avant pour la présenter à la femelle. L’alternance des extensions du plastron et des agitations de la collerette s’accélère à mesure que cette phase progresse.
Dans la phase de haute intensité, il maintient le plastron écarté au maximum, gonfle les plumes nasales et projette violemment la collerette en avant qui forme alors comme un entonnoir englobant la tête au milieu et le plastron à la base. Au-dessus des yeux, deux ronds bleu-vert à reflet métallique forment de faux yeux par le jeu de la lumière réfléchie par les plumes iridescentes du front séparées en deux taches par la touffe nasale noire et par l’inclinaison de la tête. Le bec fermé n’est pas visible et les yeux sont également invisibles ou à peine perçus en dessous des faux yeux. Ce phénomène des faux yeux a été décrit pour la première fois par Crandall.
Des claquements, comparables à des coups de fouet, sont produits par les ailes mais on ne connaît pas le fonctionnement exact. C’est Morrison-Scott qui, le premier, a constaté ce phénomène d’après un mâle en captivité mais sans le décrire précisément. Il remarqua aussi que ce spécimen levait et baissait la queue en même temps qu’il produisait ces claquements d’ailes. Ottaviani en passant différentes vidéos au ralenti, a pu constater que l’ouverture et la fermeture très rapide des rémiges sont bien à l’origine de ces claquements et non le fait qu’elles soient frappées contre le tronc comme on l’a cru longtemps. Il a également remarqué que le mâle nettoie le tronc de parade en retirant divers débris végétaux pour le rendre plus lisse.

### Nidification
Le nid consiste en une coupe grossière de fibres et de radicelles moelleuses et lâchement entrelacées avec quelques feuilles mortes, des frondes de fougères de type Polydodium et des tiges d’une plante grimpante rappelant Selaginella. Il est généralement construit dans des palmiers ou des plantes du même type à 1,5 m ou plus de hauteur, contiennent un ou deux œufs (Frith & Frith 2009).

### Biologie de reproduction
Les mâles sont polygames ; ils attirent des femelles et paradent de façon solitaire. Ils sont territoriaux, défendant une aire assez réduite (1,5 ha de moyenne) à l’intérieur de laquelle ils recherchent leur nourriture. Un mâle peut posséder plusieurs territoires adjacents (entre 1,19 et 1,71 ha), les femelles nichant probablement dans le territoire du mâle de leur choix.

## Statut, conservation
Le genre est commun et largement réparti donc non menacé. Il est plus tolérant à la perturbation de son habitat que la majeure partie des autres paradisiers. Il est plus abondant à basse altitude, hors période de reproduction, quand les individus sont majoritairement en plumage femelle.

## Systématique

### Liste alphabétique des espèces
D'après la classification de référence du Congrès ornithologique international (version 8.2, 2018) :
- Lophorina superba (Pennant, 1781) — Paradisier superbe
  - Lophorina superba superba (Pennant, 1781)
  - Lophorina superba addenda Iredale, 1948
  - Lophorina superba latipennis Rothschild, 1907
- Lophorina niedda Mayr, 1930 — Paradisier niedda
  - Lophorina niedda niedda Mayr, 1930
  - Lophorina niedda inopinata Irestedt et al., 2017
- Lophorina minor Ramsay, EP, 1885 — Paradisier de Ramsay

### Taxonomie
En 2018, la classification de référence du Congrès ornithologique international (version 8.2, 2018) a modifié le concept du genre à la suite du changement du spécimen type : le genre, auparavant monophylétique, a été divisé en trois espèces. Certaines sources peuvent toujours considérer Leophorina superba comme représentant l'ensemble du genre.